# Franciszek Szczygłowski
Franciszek Szczygłowski (ur. 4 października 1876 w Noworadomsku, zm. 28 lipca 1941 w Gnieźnie) – polski ksiądz, społecznik, działacz oświatowy.
Urodził się w rodzinie mieszczańskiej. Początkowo, do dziesiątego roku życia, pobierał nauki w Szkole Miejskiej, następnie w piotrkowskim gimnazjum. W 1895 roku wstąpił do Wyższego Seminarium Duchownego we Włocławku. Na dyjakona rocznego wyświęcony został po czterech latach. 10 maja 1900 roku przyjął święcenie kapłańskie z rąk biskupa Henryka Kossowskiego.

## Praca duszpasterska, działalność społeczna
Po święceniach jako neoprezbiter został wikariuszem w parafii pw. św. Urszuli w Wilczynie, a rok później w parafii w Grocholicach. W 1902 roku przez 5 lat posługiwał w Służewie, później w Aleksandrowie Kujawskim (kapelan kolejowy, prefekt, działalność w konspiracji, kolporter tajnej korespondencji, przewodnik emisariuszy, kurator biednych, organizator kursów i szkolnictwa; w 1919 roku sprowadził księży salezjanów).
12 marca 1920 roku został mianowany proboszczem słupeckiej parafii św. Wawrzyńca. Podjął tam starania o wzniesienie budynku szkoły. Budowę rozpoczęto w 1922 roku. Wschodnie skrzydło, do którego przeniesiono szkołę podstawową, ukończono w 1924 roku, natomiast skrzydło zachodnie, do którego decyzją Kuratorium Okręgu Szkolnego Łódzkiego przeniesiono seminarium nauczycielskie z Liskowa, oddano do użytku w 1925 roku. Budynek do dziś pełni swoją pierwotną funkcję – znajdują się w nim Szkoła Podstawowa nr 1 im. Komisji Edukacji Narodowej oraz słupeckie Liceum Ogólnokształcące.
Ks. prałat Franciszek Szczygłowski należał także do Rady Szkoły, Rady Powiatowej i do „Dozoru Szkolnego” miasta Słupcy.

Ks. F. Szczygłowski z grupą mieszkańców Słupcy powołali Koło Polskiej Macierzy Szkolnej. Dzięki staraniom członków koła powstała w 1925 r. Koedukacyjna Szkoła Handlowa Polskiej Macierzy Szkolnej w Słupcy.
Na ocenie postawy kapłana cieniem kładzie się fakt napływania do kancelarii biskupiej we Włocławku licznych skarg m.in. na brak dbałości o powierzony kościół i cmentarz. W marcu 1939 r. Metropolitalny Sąd Duchowny w Poznaniu uznał, że ks. Szczygłowski udzielił sakramentu małżeństwa będąc pod wpływem alkoholu. W rezultacie ks. biskup zarządził, że ze względu na gorszące postępowanie księdza musi on w ciągu sześciu miesięcy opuścić swoją parafię, został również pozbawiony funkcji dziekana. W dniu 7 grudnia 1940 roku, za pomoc materialną księżom więzionym w Lądzie, został aresztowany przez Niemców. Zmarł 28 lipca 1941 roku w Gnieźnie.